# ダーリングトニア・カリフォルニカ

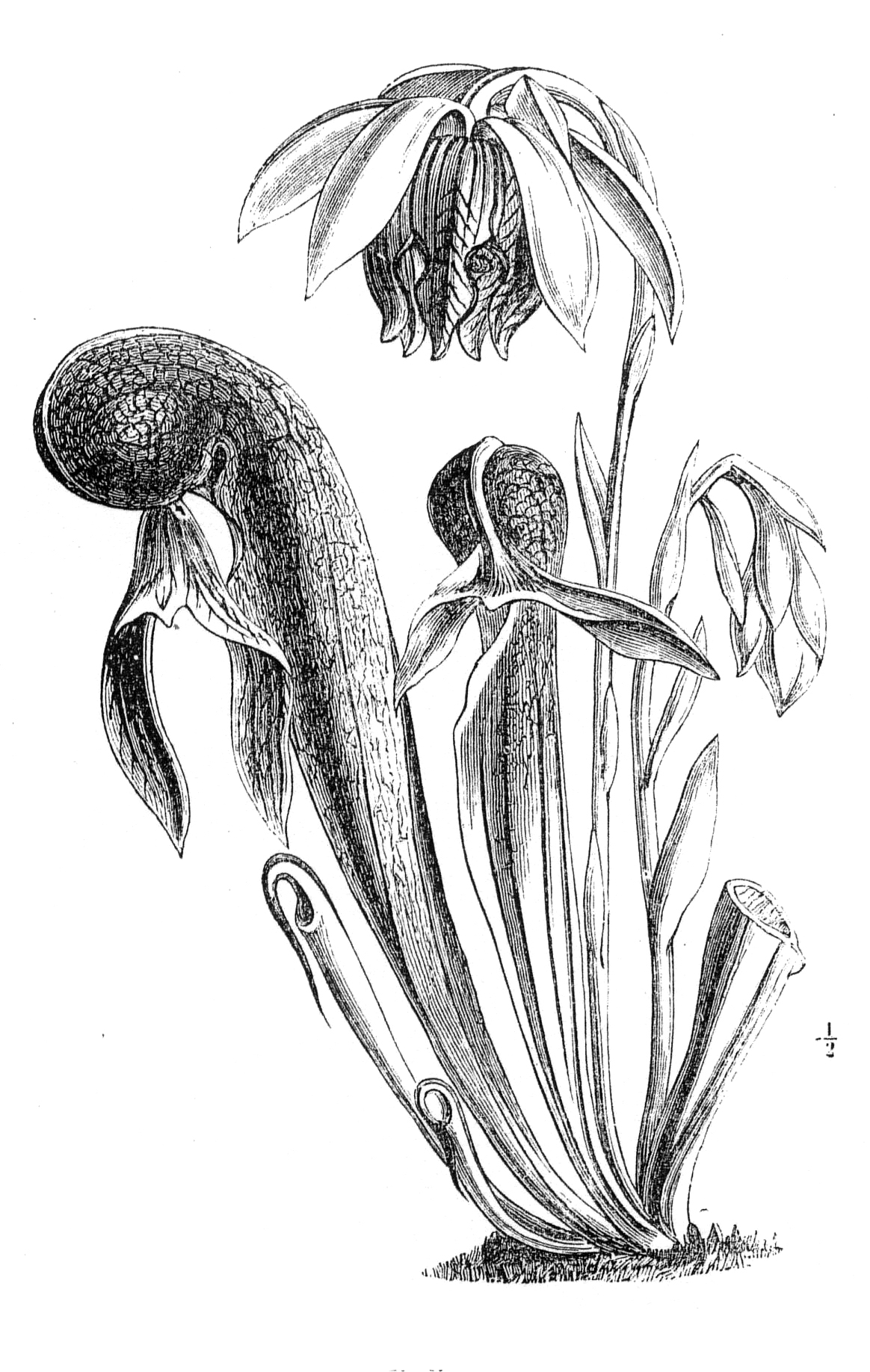
J.M.マクファーレンの著作の図版

ダーリングトニア・カリフォルニカ Darlingtonia californica Torr. は、サラセニア科の食虫植物。筒状の葉の先端が丸く膨らみ、下側に口が開く。また口のそばに垂れ下がる付属体がある。北アメリカ西岸の一部にのみ分布し、本種1種のみで独立属をなす。

## 概説
サラセニア科の他の植物と同じように、本種も葉が筒状になり、そこに虫が落ち込むようになっている。ただし葉の先端は大きく膨らみ、その下面に入り口があり、さらに入り口には先が二つに分かれた付属物がある点は独特である。膨らんだ頂端部は光を通し、昆虫が入りやすくなっている。花は花弁がよりあって雄しべと雌蘂を包み込む。花弁同士のすき間にその縁がくぼんで穴になる部分が出来、昆虫はこの穴から出入りする。
北アメリカ西部のごく限られた湿地にのみ分布する。生息地は冷たい水が流れる場所に限られる。面白い形の食虫植物として栽培されることもあるが、夏期の高温を嫌うので日本での栽培は難しい。
学名としてはクリサンフォラ属 Chrysamphora も、特にアメリカで使われた。英名はコブラプラントで、立ち上がり、先端が膨らんだ葉の形によるものであろう。和名としてはランチュウソウがあり、これは膨らんだ葉の先端から鰭状の付属体が下がるところを金魚のランチュウに見立てたものである。

## 特徴
地下の根茎から葉を根出状に出す多年生草本。地下に匍匐茎を出し、周囲に新たな芽を出す。葉は長さ12-15cm、（ただし90cmに達するとの情報も）筒状で先端が丸く膨らむ。葉はよじれて立ち上がり、先端では側が外を向き、先端に横向きに開く口を包むように、その上が大きな頭状に膨らみ、皿にその口の中肋の延長が左右2片に分かれたカイゼルひげ様の付属体となる。この膨らんだ部分は脈間が透明になり、光を通す。
花茎は直立して分枝はなく、高さ36-100cmに達し、先端は下向きに曲がり、そこに単独の花を付ける。花弁は卵円形で縁は脈打ち、海老茶色から紫を帯び、長さは4-5cm、幅は約1.5cm。萼は5枚あり、披針形で緑色、長さ3-5cm、幅は8-12mmm。
花茎には途中に苞のような鱗片が6-9個ある。雄蕊は12か15本、柱頭は5裂する。開花時、萼片はやや平らに広がるが、花弁は互いに寄り合い、先端も互いに接近して雄蕊や雌蕊を閉じこめる形になる。この時、花弁の縁の中央にくぼみがあることから、互いに寄り合った時にこのくぼみ同士が向き合って穴が出来る。つまり5枚の花弁のそれぞれの間に5つの穴が出来ることになる、訪花昆虫はこの穴を出入り口として利用する。

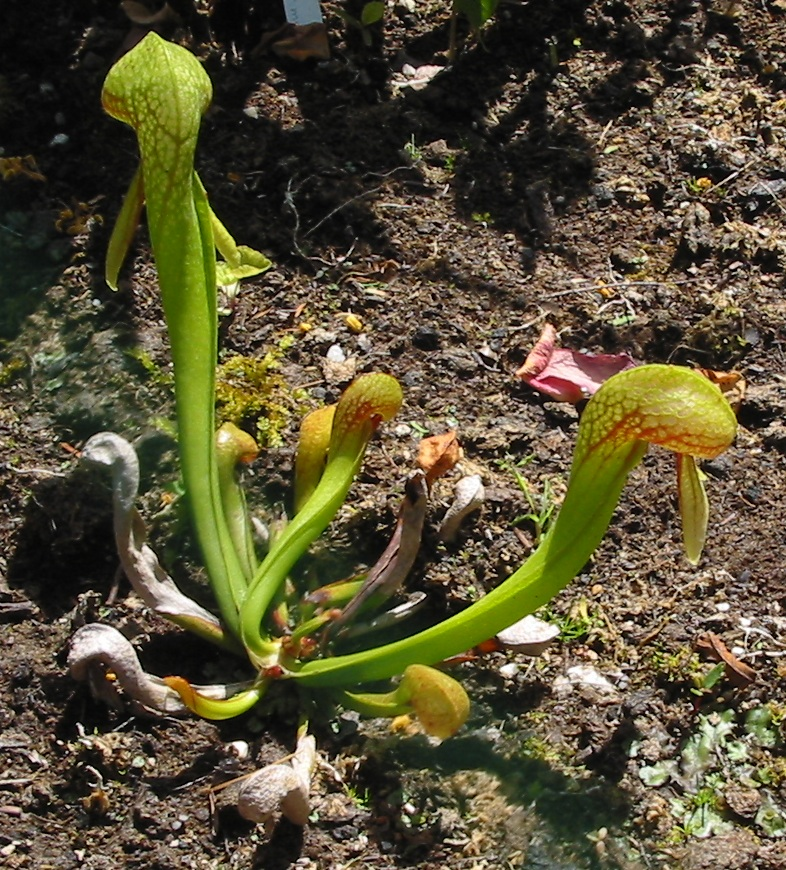
葉は途中で捻れる
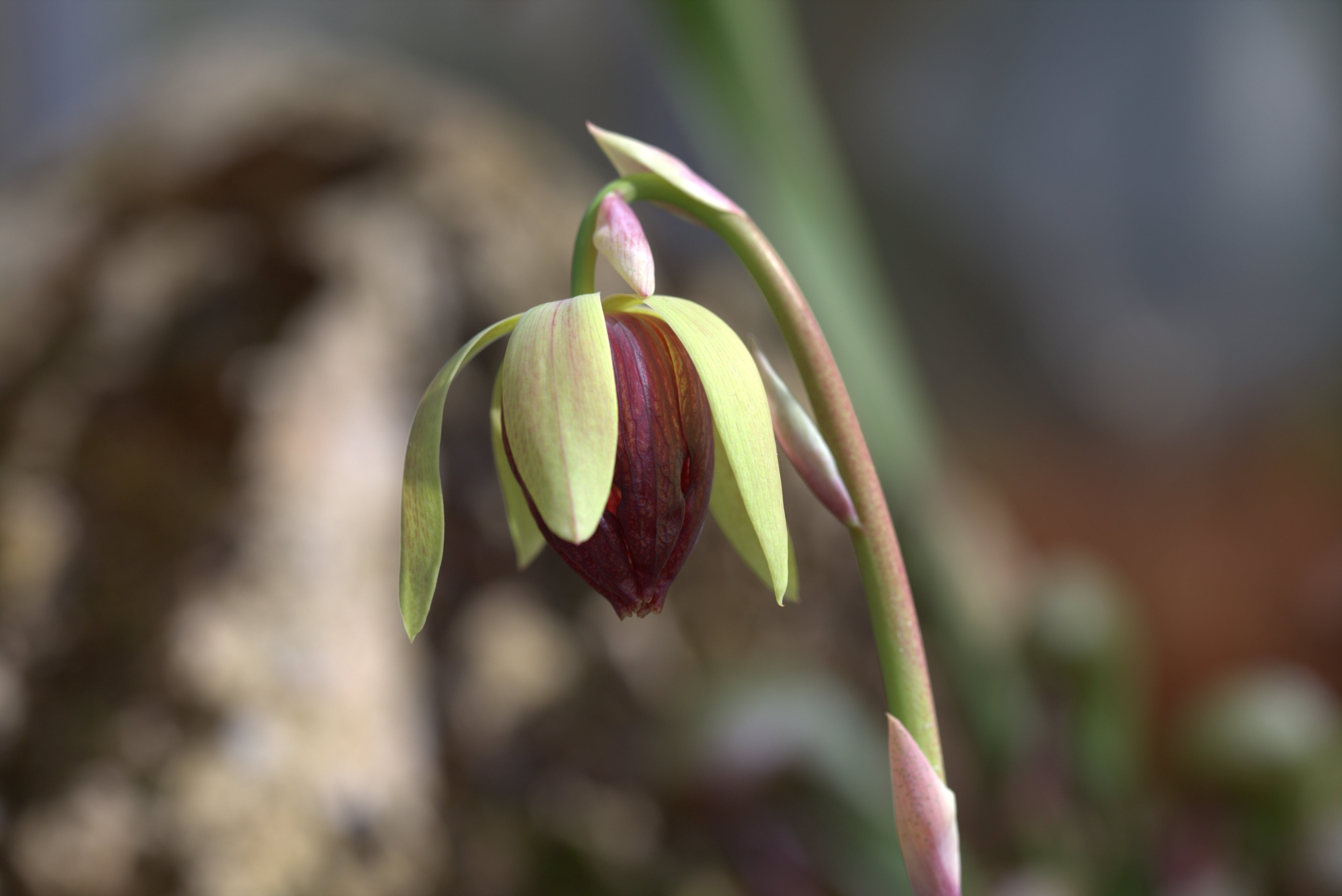
花の側面・途中に鱗片がある
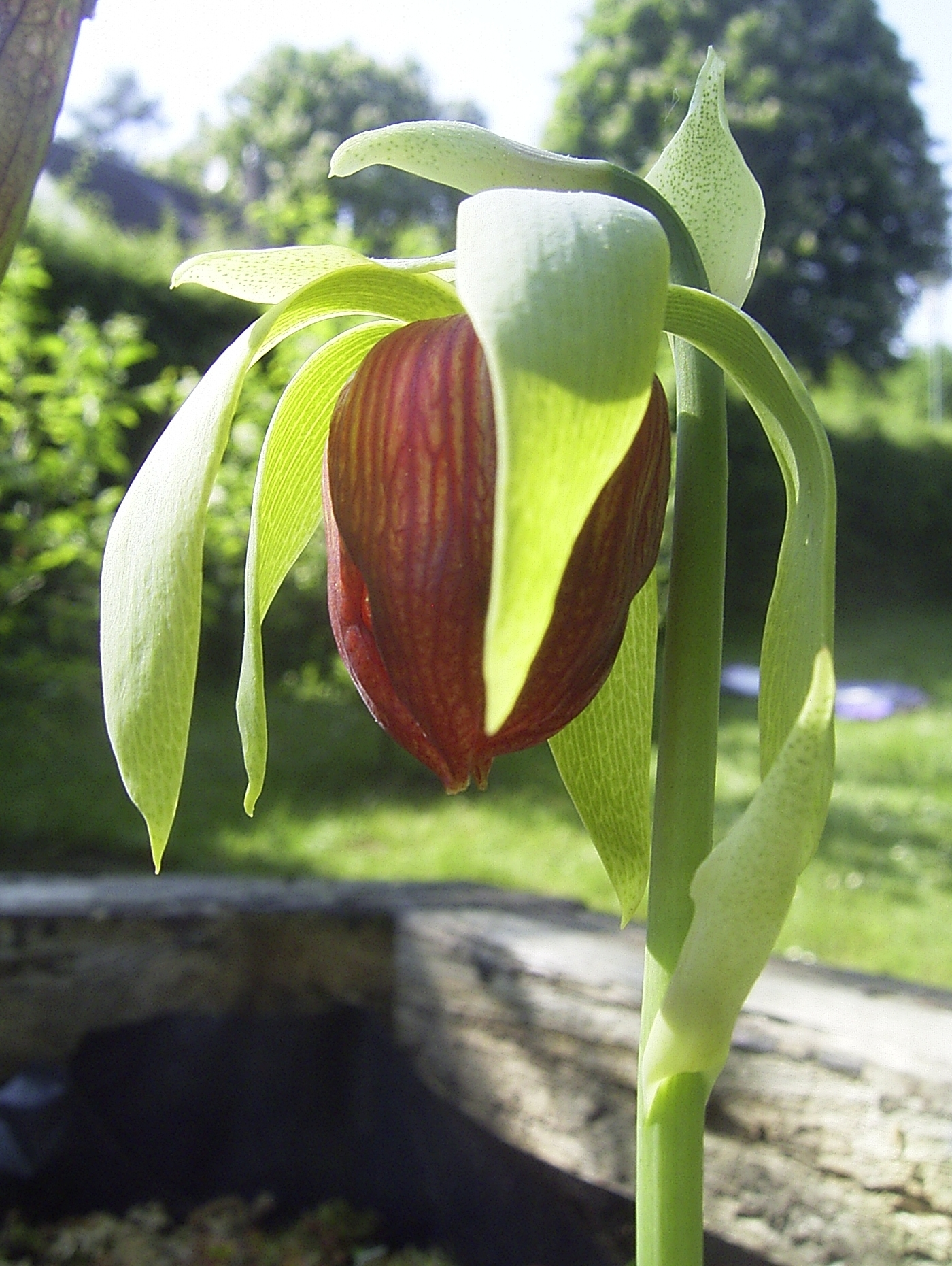
同・拡大
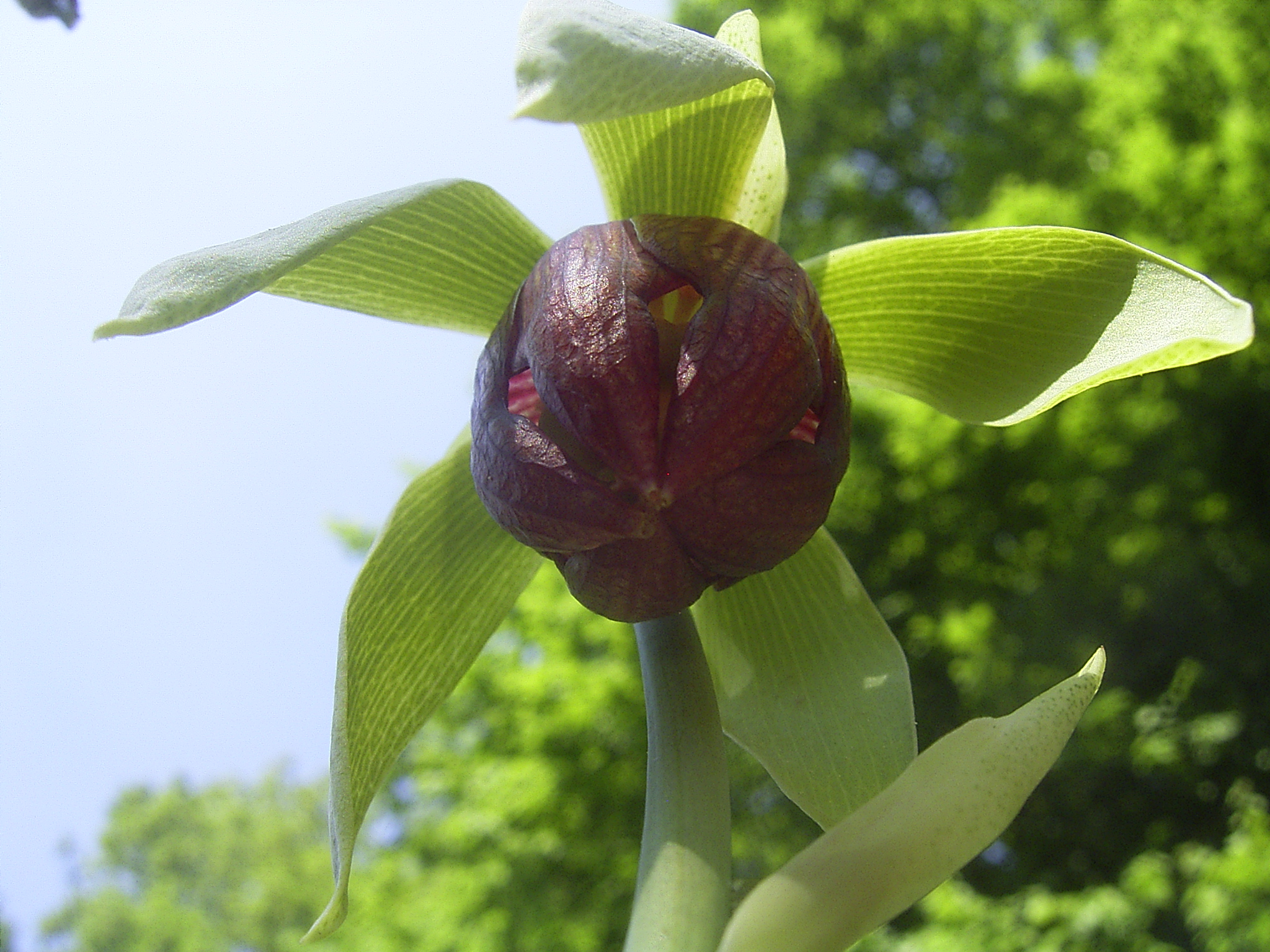
同・下面・花弁の間に穴が出来る

## 捕虫の仕組み
本種はいわゆる落とし穴式の食虫植物である。落とし穴の入り口は膨らんだ葉の先端の下にあるが、この部分を下から見上げると、葉の透明部から光が入り、まるでステンドグラスのようになっている。さらに入り口周辺や付属体には多くの蜜腺がある。これに誘われて入り口から入った場合、昆虫は外に出るのが困難である。内側の面は滑りやすくなっており、昆虫はそのまま下に落ちる。なお、この植物は幼時には小型の捕虫葉をつけるが、これは立ちあがることなく地上に這うように伸びる。これは地上を歩くアリなどを捕らえるものである。

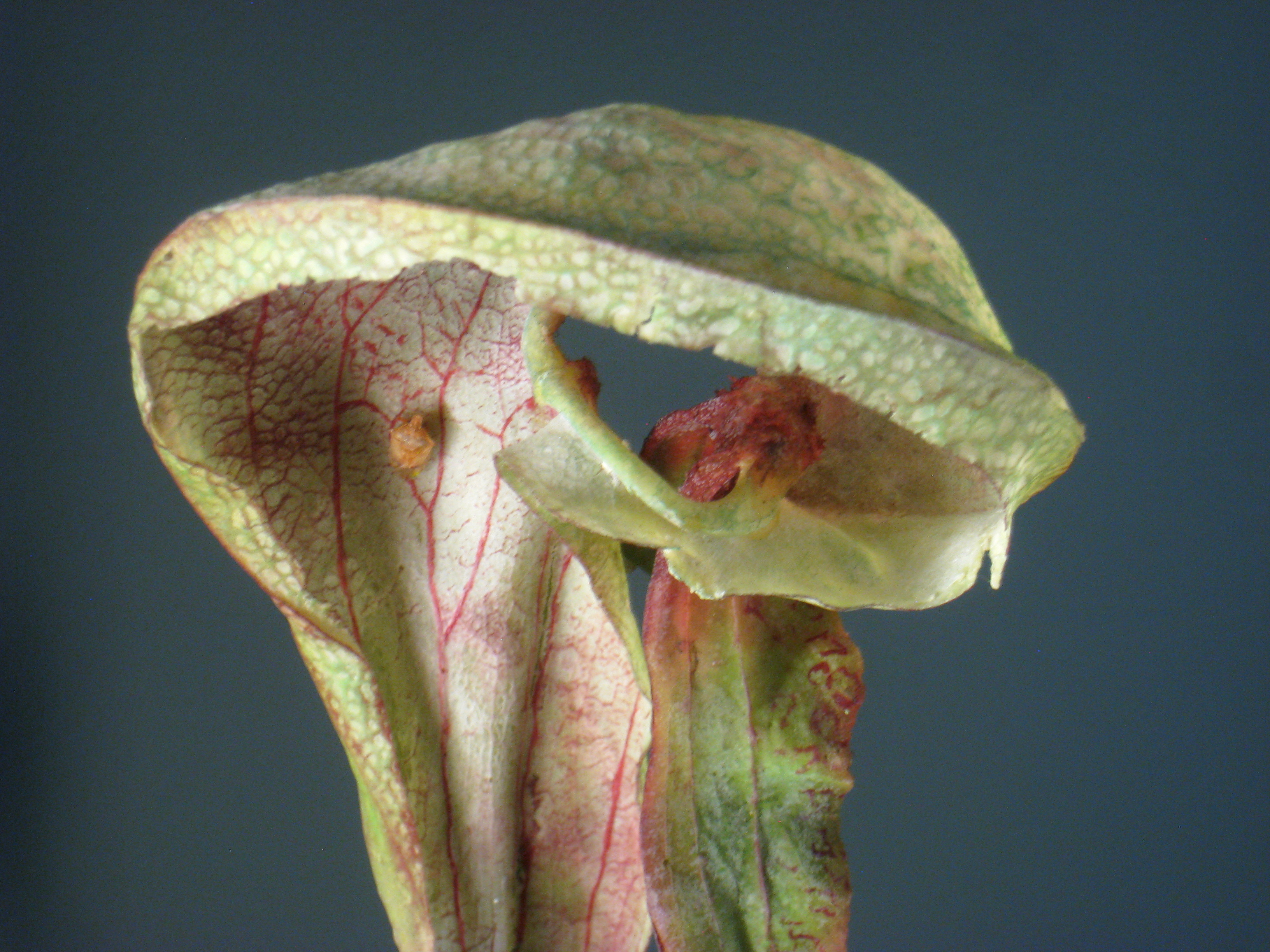
葉の先端の断面
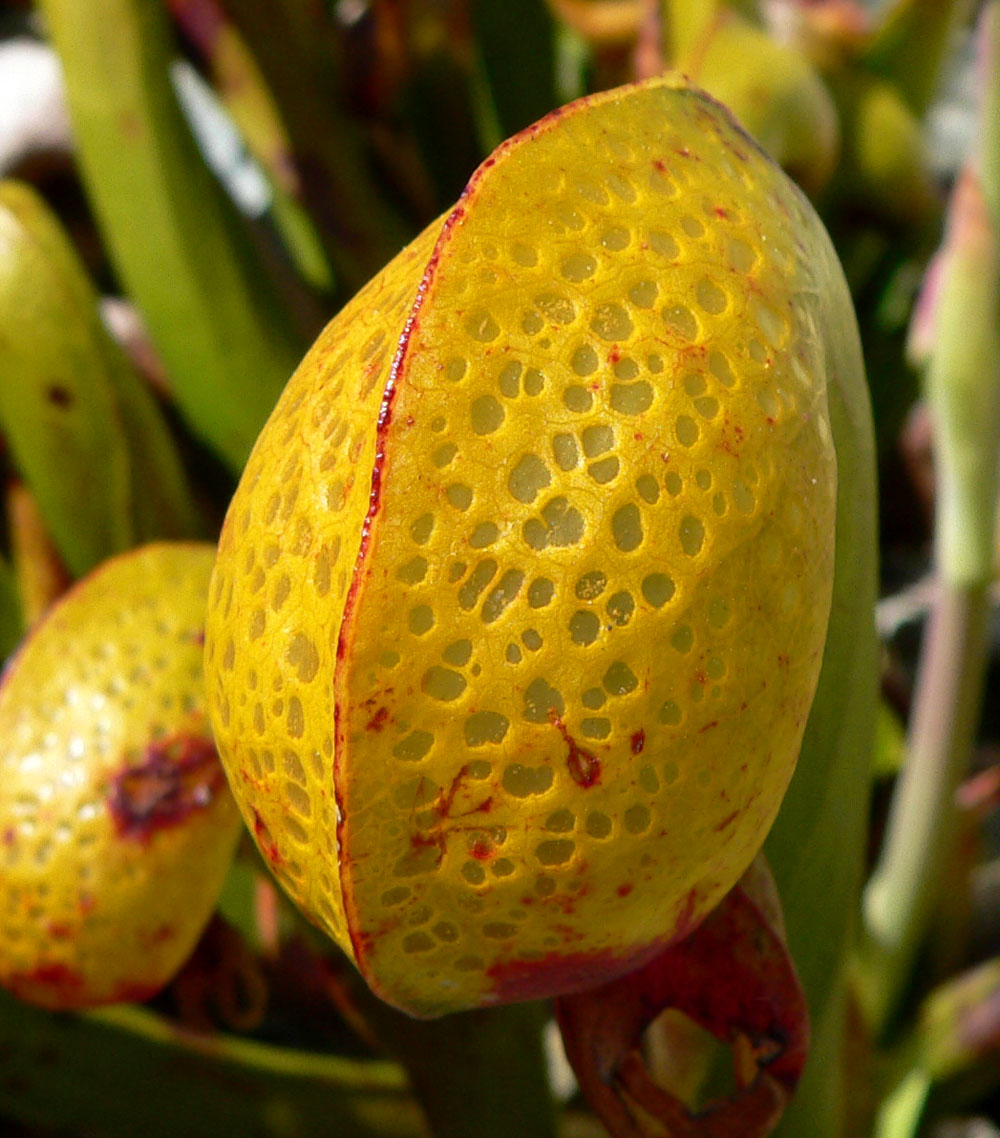
頂端部・脈の間が透明
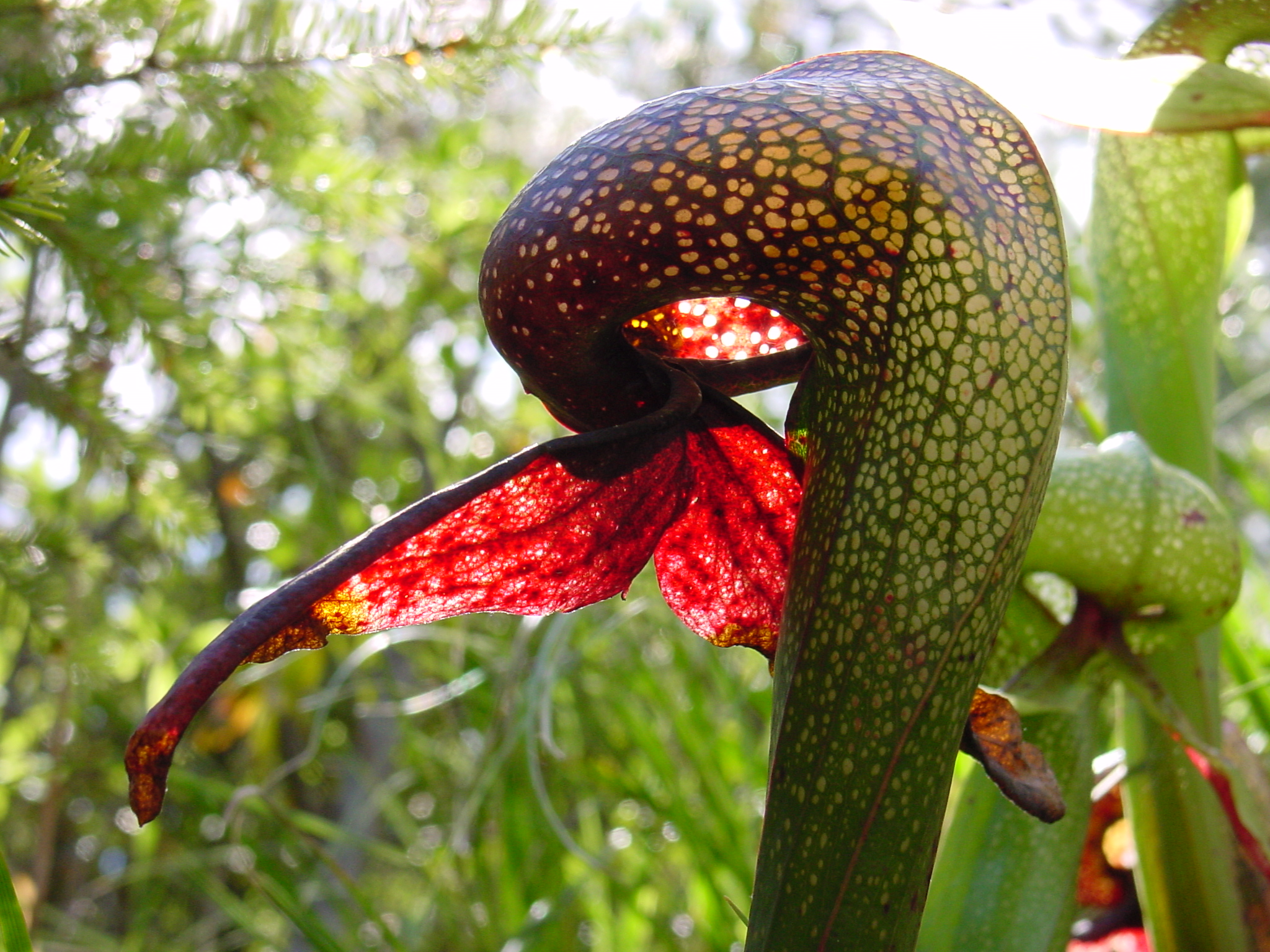
見上げるとそこから光が
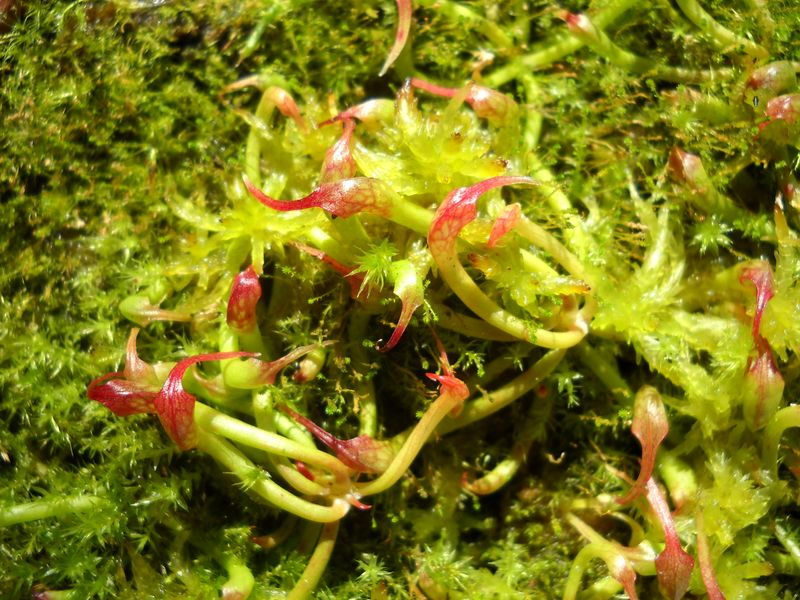
幼植物・葉は立ち上がらない

## 分布と生育環境
北アメリカ西部、オレゴン州の西部とカリフォルニア州北部にのみ分布する。生育地は蛇紋岩質土壌で、表面に冷水が流れている場所である。根の周りの地温は常に18℃を越えない。匍匐茎を伸ばし、大きな群落を作ることもある。アイルランドで野生化している。

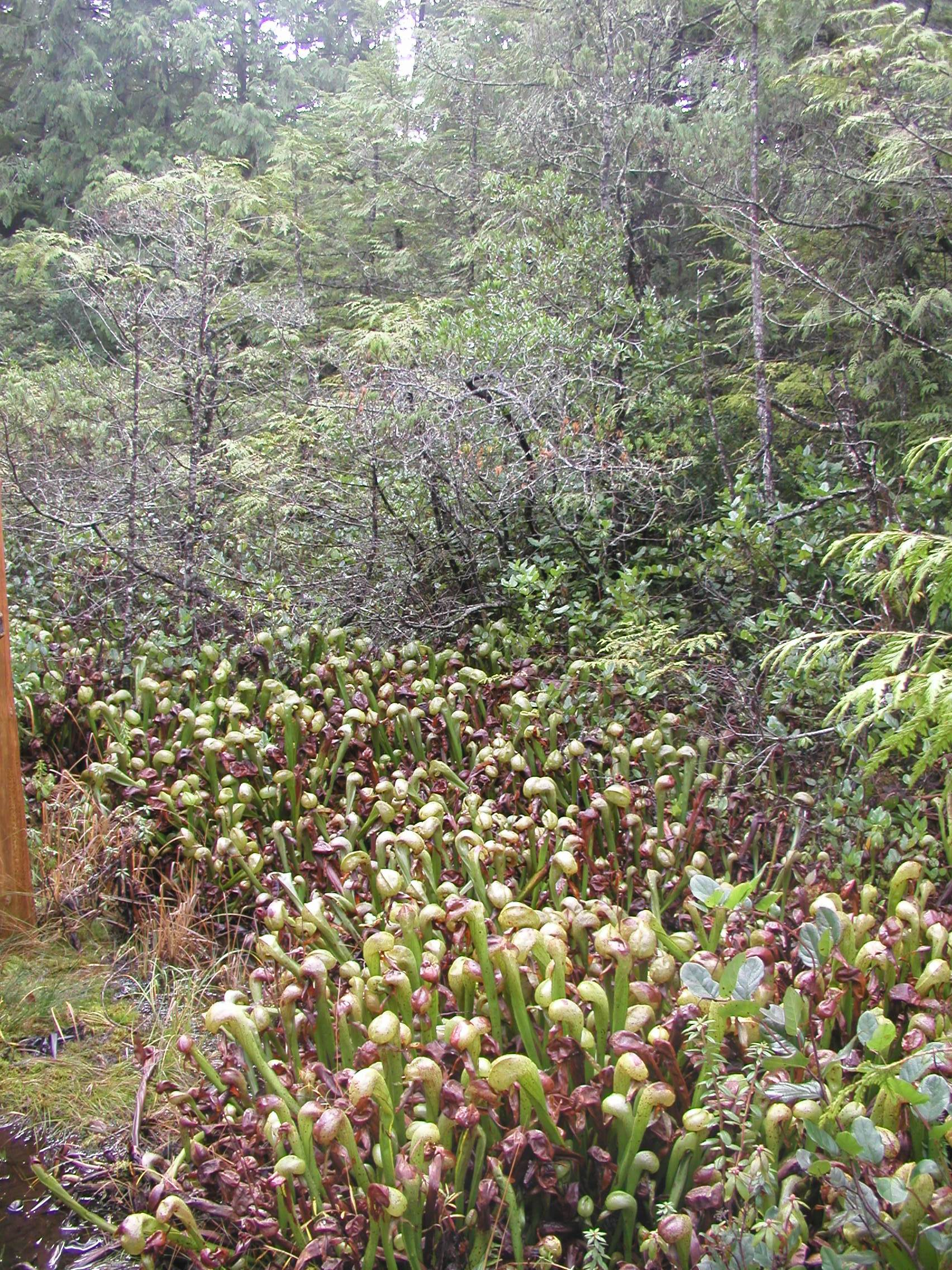
生育環境
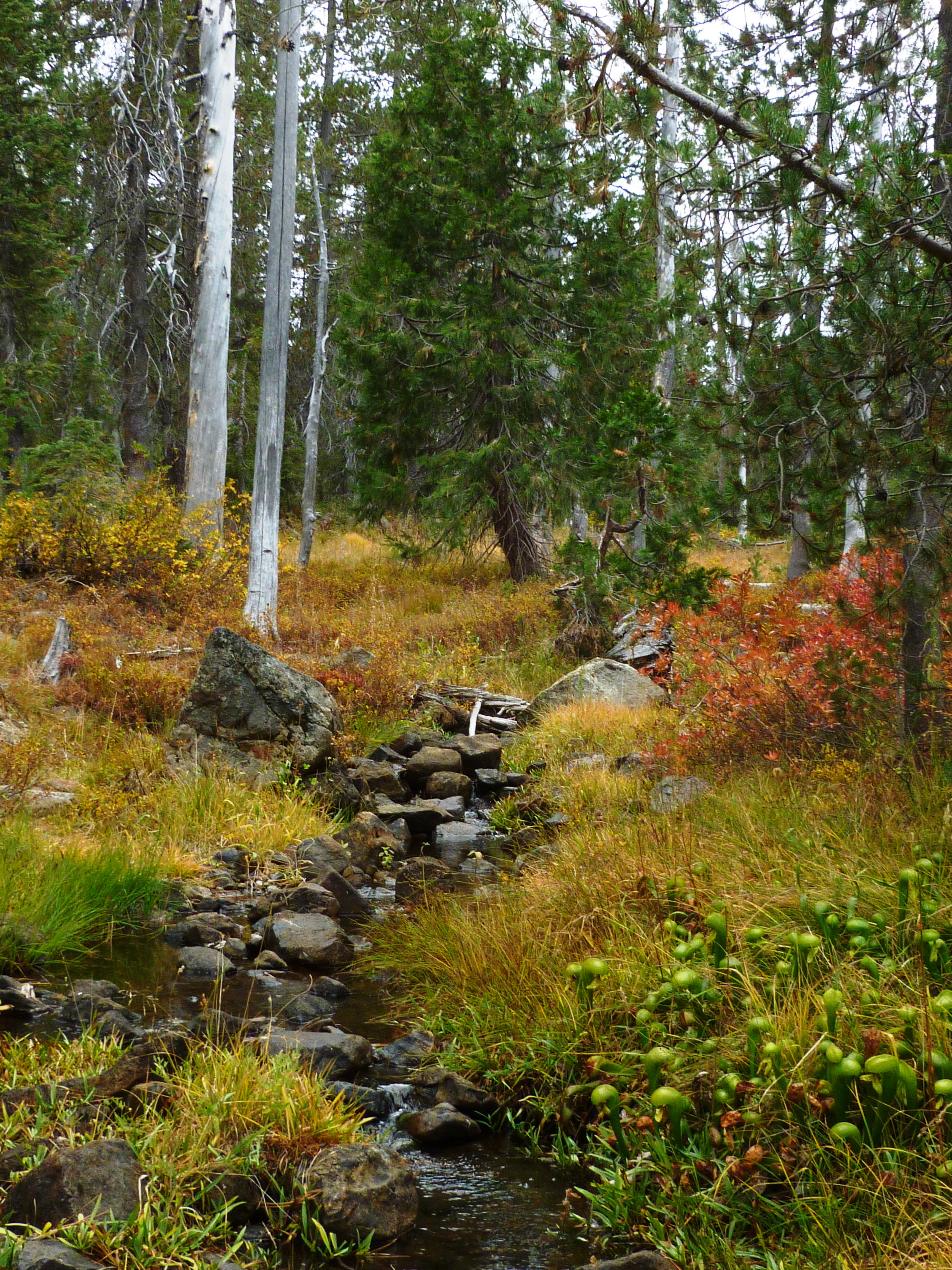
生育環境

## 分類
本種はこの1種のみで独立の属とする。サラセニア科には3つの属があり、いずれも落とし穴式の食虫植物であるが、その捕虫葉の形や、それに花の構造に明確な違いがあり、区別は明らかである。本種の捕虫葉は筒の先端がドーム状に膨らみ、その下側に入り口があるもので、この点ではサラセニア属のヒメヘイシソウ S. psittacina と多少似ているが、口の側に付属体を持つのは本種のみである。花の構造はサラセニア属とは大きく異なり、サラセニア属の大きな特徴である雌蕊先端が傘状に広がることもない。

## 利用
珍奇な形の植物であり、食虫植物であることから、観賞用に栽培されることがある。ただし、上記のように生育環境が特殊であり、自生地以外で生育させるのが難しい。特に夏の暑さには非常に弱く、日本では冷房装置を用いる必要がある。